# Ivan Sjuvalov
Ivan Ivanovitj Sjuvalov (ryska: Иван Иванович Шувалов), född 12 november (gamla stilen: 1 november) 1727 i Moskva, död 26 november (gamla stilen: 15 november) 1797 i Sankt Petersburg, var en rysk politiker. 
Sjuvalov utnämndes av tsarinnan Elisabet till generaladjutant och medlem av "konferensen" (det dåvarande statsrådet) och fick stort inflytande på statsärendena, men avböjde grevetiteln. Stor förtjänst inlade han genom inrättandet av Moskvas universitet och gymnasium 1755, vars förste kurator han blev. På hans initiativ grundlades även kejserliga konstakademien (1757) och gymnasiet i Kazan (1758). 
Sjuvalov gynnade Michail Lomonosovs vetenskapliga verksamhet och gav uppslag till Voltaires "Histoire de l'empire de Russie sous Pierre le Grand". Efter Katarina II:s tronbestigning vistades han i utlandet 14 år, blev efter hemkomsten överkammarherre och samverkade med furstinnan Katarina Dasjkova vid utarbetandet av "Sobesiednik ljubitelej rossijskago slova". Hans biografi skrevs av Pjotr Bartenev 1857.

## Eftermäle
Asteroiden 8609 Shuvalov är uppkallad efter honom.